# Podgornik
Podgornik je prezime porijeklom iz okolice Postojne (Ribnica). U knjizi "The Origin of Slovene Surnames" Janeza Kebera navedeno je da se prezime Podgornik prvi put spominje u zapisu iz 1523. godine.
Najviše pripadnika ove porodice živi u Ravnoj Gori gdje su se doselili početkom 19. stoljeća. Jedna grana ove obitelji doselila se iz Zidanog Mosta na Labinštinu 1929. godine, dok su se na Puljštinu doselili iz Ravne Gore 1970-ih. Ostala mjesta u Hrvatskoj u kojima živi ova porodica su: Garešnica, Gašinci (Đakovo), Gornji Rajić (Novska), Mraclin, Križevci, Prekopakra, Krapina, Moravice, Zagreb, Batrina (Nova Gradíška) i Cavtat.
Prezime Podgornik spominje i Daniel Načinović u prvoj strofi svoje pjesme "Personalstand der K.u.K Kriegsmarine" (objavljenoj u knjizi "Jingle Joyce"). Ova se pjesma sastoji od nabrajanja i ritmičko-slogovnog kombiniranja prezimena negdašnjih mornara na službi u austrougarskoj mornaričkoj ratnoj luci u Puli.

## Poznate osobe
- Rudolf Podgornik (1955.), slovenski fizičar
- Dean Podgornik (1979.), slovenski biciklist